# 패치 켄짓
패치 켄짓(영어: Patsy Kensit, 1968년 3월 4일 ~ )은 잉글랜드의 배우, 가수, 모델이다.

## 출연 작품
- 더 매직 도어 (2007)
- 너의 아버지가 누구냐? (2003)
- 쉘터 아일랜드 (2003)
- 베스트 (2000)
- 스피드웨이 정키 (1999)
- 그레이스 하트 (1996)
- 엣 더 미드나잇 아워 (1995)
- 크리미널 게임 (1995)
- 우디 앨런의 사랑과 배신 (1995)
- 터널 비젼 (1995, Tunnel Vision)
- 드림 맨 (1995)
- 천사와 벌레 (1995)
- 배반의 정사 (1993)
- 울프 캅 (1993)
- 블라이가의 미로 (1992)
- 그래도 베니스가 좋다 (1992)
- 토네이도 전투 비행단 (1991)
- 캐티 21살의 비망록 (1991)
- 벨테네브로스 (1991)
- 시한폭탄 (1991)
- 햄스트리트의 6일간 (1990)
- 다이아몬드 작전 (1990)
- 리썰 웨폰 2 (1989)
- 스카보르의 연정 (1988)
- 철부지들의 꿈 (1986)
- 리처드 3세의 비극 (1983)
- 하노버 스트리트 (1979)
- 파랑새 (1976)
- 위대한 개츠비 (1974)

### 텔레비전
- 홀비 시티 (2007-10, 2019)